# Werner Amberg
Werner Amberg (ur. 18 kwietnia 1929 w Wallendorf w Turyngii, zm. 30 września 2014) – niemiecki polityk, od 1987 do 1989 poseł do Parlamentu Europejskiego II kadencji.

## Życiorys
Zaangażował się w działalność Socjaldemokratycznej Partii Niemiec. W 1984 kandydował do Parlamentu Europejskiego II kadencji, mandat uzyskał 13 lutego 1987 w miejsce Fritza Gautiera. Przystąpił do grupy socjalistycznej, należał do Komisji ds. Polityki Regionalnej i Planowania Regionalnego, Komisji ds. Petycji oraz Komisji ds. Socjalnych i Zatrudnienia.